# Żabi król (film 1991)
Żabi król (słow. Žabí kráľ, cz. Žabí princ, niem. Der Froschkönig) – niemiecko-czechosłowacki film fantasy. Adaptacja baśni braci Grimm pt. Żabi król.

## Fabuła
Na królewskim dworze wszyscy są pochłonięci przygotowaniami do wesela księżniczki. Wśród przybywających gości znajduje się przystojny książę, który znany jest przede wszystkim z miłosnych przygód. Chłopak rozkochuje w sobie młodszą córkę króla, po czym nagle tajemniczo znika. księżniczka jest przekonana, że jej ukochany w końcu do niej wróci i nie zamierza wyjść za nikogo innego. Mimo przygotowań do ślubu mieszkańcy są zaniepokojeni. Przepowiednia mówi, że jeśli uroczystość zaślubin najmłodszej królewskiej córki się opóźni, państwo przestanie istnieć. 

## Obsada[2]
- Iris Berben: królowa
- Michael Degen: król
- Linda Rybová: księżniczka
- Michal Dlouhý: książę
- Therese Herz: Rose
- Karel Greif: Heinrich
- Jiří Sovák: Hippolytus
- Nina Divíšková: wróżka
- Concha Cuetos: hrabina
- Lucie Zedníčková: contessa[3]
- Oldřich Slavík: minister finansów
- Ladislav Lakomý: minister spraw zagranicznych
- Ladislav Kunes: minister obrony
- Vítězslav Jandák: nauczyciel